# Madegalatha
Madegalatha là một chi bướm đêm thuộc họ Noctuidae.

## Loài
- Madegalatha malagassica (Hampson, 1909)
- Madegalatha occidentis (Viette, 1968)